# هندلی پیج
هندلی پیج (انگلیسی: Handley Page Limited) اولین شرکت سازنده هواگرد با سهامی عام در انگلستان بود. این شرکت در سال ۱۹۰۹ توسط فردریک هندلی پیج که بعدها لقب Sir را دریافت کرد پایه‌گذاری شد.
این شرکت یکی از پیشگامان صنایع هوایی و از تولیدکنندگان مشهور هواپیماهای بمب‌افکن سنگین و هواپیمای مسافربری بود.